# Adlerheim
Adlerheim var en svensk adelsätt. Ätten har delvis samma ursprung som ätten Stiernhöök.
Som ätten stamfader räknas en bergsman, vars son ska ha varit kyrkoherden Olaus Petri Dalekarlus i Bro socken. Den senares hustru, Margareta Hansdotter, var enligt Anrep dotter till prästen Johannis Hedemoriensis. Makarna fick två söner, Johan adlad Stiernhöök, och domprosten i Västerås Petrus Olai Dalekarlus som var gift med Catharina Blackstadia. Sistnämnda makars barn antog namnet Aroselius efter födelseorten. Bland dessa barn fanns Laurentius Aroselius som blev prost i Sala. Hans andra hustru var Bureättlingen i släkten Behm[källa behövs] Catharina Behm vars farbror adlats Behmer och bror Albrecht adlades De Behm, och med henne fick han sönerna Peter och Carl Arosell. Carl Arosell var vice lagman och gift med en dotter till Urban Hiärne. Peter Arosell var kunglig ombudsman och gift med Catharina Margareta Franc vars mor var en Oljeqvist.
Peter Arosell och hans brorsbarn adlades 1719 på namnet Adlerheim, och introducerades fem år senare på nummer 1632. Inga av Carl Arosells söner förde ätten vidare på svärdssidan, men en dotter gifte sig med en kammarherre Abraham Daniel Schönström och den andra dottern gifte sig med greve Augustin Ehrensvärd. Peter Arosells dotter Eva Christina Adlerheim gifte sig Silfverström, och hennes syster Catharina Eleonora blev stammoder till den numera utgångna friherrliga ätten von Kothen. Den ende sonen som förde ätten vidare var bergsrådet Per Adlerheim, som var vän med Carl von Linné och som till hustru hade en Olivecrona. Deras enda barn, ryttmästaren Per Adlerheim, var gift med en Wijnbladh och sedan han fått två döttrar slöt ätten på svärdssidan år 1823.